# Godfather (cocktail)
Pour les articles homonymes, voir Godfather.
Un Godfather (parrain, en anglais, en référence au parrain, padrino, en italien) est un cocktail ou un digestif Italo-Américain, à base de scotch whisky et d'amaretto, servi traditionnellement on the rocks. 

## Histoire
Ce cocktail est inspiré de façon humoristique du roman The Godfather (Le Parrain) de 1969 et de la trilogie de films The Godfather de 1972, de Francis Ford Coppola, avec Marlon Brando, Al Pacino, et Robert De Niro,, à base de mélange à mesure égale d'alcools américain et italien scotch whisky et amaretto, en référence aux origines  Italo-Américaines du parrain de la mafia américaine Vito Corleone (joué par Marlon Brando) dans la trilogie. 
Le cocktail French Connection s'inspire à son tour du film French Connection de 1971, et du cocktail Godfather, avec du cognac français à la place du scotch whisky.

## Recette
Cette recette (qui n'est pas un cocktail officiel de l'IBA) se compose de :
- 1 dose (ou 2) de scotch whisky
- 1 dose d'amaretto

Mélanger les ingrédients à la cuillère à cocktail, avec des glaçons, et servir « on the rocks » (sur glaçons) dans un verre old fashioned.   

## Variantes
- Godmother, avec de la vodka à la place du scotch whisky
- Godchild : avec de la crème
- Old fashioned : whisky, Angostura, sucre
- Chicago : cognac (brandy), triple sec, amer
- Manhattan : whiskey, vermouth rouge, amer.
- Brooklyn : whisky, vermouth, marasquin et Picon
- French Connection : avec du cognac à la place de whisky

## Cinéma
- 1972 : The Godfather (Le Parrain) trilogie de films de Francis Ford Coppola, avec Marlon Brando, Al Pacino, et Robert De Niro (source d'inspiration du cocktail)[5].